# Akademisches Corps Ottonen Wien
Das Akademische Corps Ottonen ist eine farbentragende Studentenverbindung in Wien. Das verbandsfreie Corps wurde 1922 als Gegenbewegung zu deutsch-völkischen Studentenverbindungen gegründet. So wollte man die Idee eines europäischen Reiches – eines vereinten Europas – als Gegenströmung zum immer stärker werdenden Nationalismus nicht untergehen lassen. Um dem noch mehr Ausdruck zu verleihen, wurde die Verbindung nach Kronprinz Otto von Habsburg benannt. In der Zeit des Nationalsozialismus ging das Corps als einzig belegtes geschlossen in den Widerstand.
Die Idee eines geeinten Europas vereint auch heute noch die Mitglieder dieses Corps. Daneben sind das Demokratieprinzip und das Toleranzprinzip ausschlaggebend für die Werte des Corps Ottonen.

## Couleur, Zirkel und Sprüche
Die Farben der Ottonen sind schwarz-gold-grün. Füchse tragen ein schwarz-goldenes Band. Als Kopfbedeckung wird eine grüne Tellermütze im Heidelberger Format mit schwarz-goldenem Rand und schwarzem Schirm getragen.
Die Farben sind an die Reichsfarben des Kaisertum Österreich (schwarz-gelb) angepasst. Es war ein Ziel der Ottonen, dem Kaiserreich Treue aufzuzeigen und ein Zeichen für die Idee eines europäischen Reiches und gegen den erstarkenden Nationalismus zu setzen.
Der Zirkel der Ottonen enthält die Buchstaben T, E, V und O. Sie stehen für Treue, Ehre, Vaterland und Ottonen.
Der Wahlspruch lautet: Kaiser und Reich! Der Wappenspruch lautet: Treue, Ehre, Vaterland!

## Geschichte

### Gründungszeit
Am 26. August 1922 beschließen drei vormalige österreich-ungarische Offiziere und nun Studenten die Gründung der Deutsch-akademischen Verbindung Ottonen. Das behördliche Gründungsdatum wird schließlich der 18. Oktober 1922. Am 11. Jänner 1926 stimmt Zita von Bourbon-Parma (letzte Kaiserin Österreichs) der Namensverwendung „Ottonen“ (nach ihrem Sohn und vormaligen Kronprinzen Otto von Habsburg) sowie der Aufnahme von Doppeladler und Kaiserkrone im Wappen per Handschreiben zu. Für die Ottonen, die an der Idee des österreichischen Kaiserreichs und eines gemeinsamen europäischen Reiches festhielten, war diese Zustimmung von großer Bedeutung.
Die Corpserklärung fand am 20. November 1926 statt – zum Corps Ottonen. Am 16. Dezember 1926 lässt Zita ihre Zustimmung zur Umwandlung in ein Corps mitteilen.
Ein maßgeblicher Grund für die Erklärung zum Corps war es, das schlagende Prinzip nicht den, von den Ottonen für Antiösterreichern gehaltenen, deutsch-völkischen Verbindungen zu überlassen. Otto von Habsburg wird als Corpsinhaber und oberster Bandinhaber sowie Schirmherr angesehen und Wahlspruch in romantischer Treue zum Kaiserreich als „Kaiser und Reich!“ festgelegt.
Zu Beginn ist es offiziell nur Arier gestattet Mitglied der Ottonen zu werden. Dennoch gibt es Mitglieder mit jüdischen Wurzeln und 1933 wird auch offiziell der „Arierparagraph“ gekippt. Das geschieht nicht zuletzt als Antwort auf die Machtergreifung Hitlers in Deutschland. Bis heute besteht ein besonderes Verhältnis der Ottonen zu seinen jüdischen Mitgliedern. So wird auch jährlich eine Chanukka-Kneipe gefeiert.

### „Selbstauflösung“ – Widerstand gegen den Nationalsozialismus und Verfolgung
Der Anschluss Österreichs 1938 an Deutschland ist gegen die Ideologie der Ottonen. Als Gegner des Nationalsozialismus erklären sie der Vereinsbehörde gegenüber die „Selbstauflösung“ des Vereins. Im Geheimen jedoch gehen sie geschlossen per (fast einstimmigen) Conventsbeschluss in die Widerstand. Sie sind damit die einzige Studentenverbindung von der belegt ist, dass sie geschlossen in den Widerstand gegangen ist.
Allen voran steht Karl Burian. Er ist einer der drei Offiziere, die 1922 die Ottonen gegründet haben. Er pflegt Kontakt zu anderen Armeen und Geheimdiensten. Er beschafft und verteilt an sie möglichst viele gewonnene Informationen, organisierte Sabotagen und andere Aktionen gegen die Nationalsozialisten. Er arbeitet in dieser Zeit eng mit Otto von Habsburg zusammen. Einer seiner altbekannten Mittelsmänner, dem er davor immer vertraut hatte, verrät ihn schließlich an die Gestapo. Burian wird am 13. Oktober 1938 verhaftet. Selbst im Gefängnis hält er an den Ottonen fest und gewinnt unter den mit ihm gefangenen Widerstandskämpfer weitere Mitglieder für sie. Im Oktober 1943 wird er schließlich vom Volksgerichtshof in Wien zum Tode verurteilt. Symbolisch für die Nationalsozialisten erfolgt dann am 6. Jahrestag des Anschlusses seine Hinrichtung mit dem Fallbeil.
Auch andere Mitglieder der Ottonen fallen dem Nationalsozialismus zum Opfer, viele werden verurteilt und mehrere Jahre Zuchthäuser und Konzentrationslager geschickt.

### Neue Anfänge
Ludwig Krausz-Wienner, der selbst zu 8 Jahren im Zuchthaus verurteilt worden war, aber überlebte, gründete 1978 die „Ehemalige Widerstandsgruppe des Corps Ottonen“. Nach seinem Tod 1987 und einer Umbenennung wird diese 1992 aufgelöst. Auch andere Verbindungen, wie die Mittelschülerverbindung „Sv Ottonia“ zu Linz wurden in Andenken an das ehemalige Corps gegründet und bestehen bis heute.
1992 beschließen junge Akademiker, quasi dem Wunsch von Krausz-Wienner folgend, die Corporation wieder neu zu begründen. Sie fanden sich zusammen als nichtschlagende überkonfessionelle Österreichische Studentenverbindung Ottonia. Die Farben des Corps Ottonen werden weitergeführt. Dies findet Anerkennung bei Otto von Habsburg und auch zwei noch lebenden alten Ottonen. Otto von Habsburg nimmt 1995 persönlich Band und Deckel der Ottonia entgegen. Die überlebenden Ottonen treten der Ottonia bei.
Im Jahr 2007 beschließt die Ottonia die Geschichte zu wiederholen und erneut eine Corpserklärung abzugeben. Sie wird zum überkonfessionellen Akademischen Corps Ottonen.
Mit dem Tod von Otto von Habsburg 2011 wird Karl Habsburg-Lothringen oberster Bandinhaber des Corps Ottonen. Auch er nahm 2017 persönlich Band und Deckel entgegen.

## Widerstand gegen den Nationalsozialismus
Otto von Habsburg, der noch durch das Angebot, die Kanzlerschaft in Österreich zu übernehmen, versuchte den Anschluss zu verhindern, wurde letztlich nach dem vollzogenen Anschluss steckbrieflich wegen Hochverrat zur Fahndung ausgeschrieben. Er galt als wichtige politische Leitfigur für viele Widerstandsgruppen. Allen voran war er, seiner ehemaligen Rolle als Kronprinz zu Grunde liegend, insbesondere von legitimistischen Widerstandsgruppen als Vorbild und Führungspersönlichkeit gesehen.
Hauptmann Karl Burian war Leiter der Widerstandsgruppe „Ottonen“, welche damals auch oft kurz „Gruppe Burian“ genannt wurde. Die Widerstandsgruppe Ottonen wurde nach dem Anschluss Österreichs an Deutschland aus dem akademischen Corps Ottonen gegründet. Die Studentenverbindung beschloss damals per offiziellen Beschluss sich aufzulösen, im Geheimen aber sich geschlossen dem Widerstand gegen den Nationalsozialismus anzuschließen. Die Widerstandsgruppe der Ottonen umfasste zu Beginn etwa 50 Mitglieder. In den kommenden Monaten wurden alle studentischen Korporationen durch den Reichskommissar für die Wiedervereinigung Österreichs aufgelöst und deren Vermögen in das NS-Deutsche Reich eingewiesen. Das akademische Corps Ottonen ist die einzige Korporation, von der belegt ist, dass sie sich dem Widerstand geschlossen anschloss.
Karl Burian entschied sich, nachdem er schon länger zuvor einberufen wurde, aktiver Offizier der Wehrmacht zu bleiben, um von innen heraus agieren zu können. Er verweigerte aber als einer unter drei der 50.000 österreichischen Soldaten des Bundesheeres den Eid auf Adolf Hitler zu sprechen. Burian selbst war ehemaliger k.u.k. Offizier, so wie seine damaligen Mitbegründer der Ottonen auch. Das Corps Ottonen und damit auch die Widerstandsgruppe waren legitimistisch. Sie suchten daher Kontakt zu Otto von Habsburg. Willy Klein, der letzte offizielle Senior des Corps Ottonen, war dazu der Verbindungsmann in Paris, von wo aus Otto von Habsburg zu diesem Zeitpunkt agierte. Otto von Habsburg beauftragte so die Ottonen „die gesamte illegale monarchistische Arbeit in Österreich soweit wie möglich zu organisieren bzw. zu koordinieren“.
Als Verbindungsmann zwischen der Widerstandsgruppe und Otto von Habsburg gilt Othmar von Slavik. Seine Funktion war es, Anweisungen von Otto von Habsburg an die Gruppe weiterzugeben und Geld für die Aktionen zu beschaffen. Zum Teil gab er dafür auch sein eigenes Vermögen.
Die Widerstandsgruppe der Ottonen baute ein großes Informationsnetzwerk zu ausländischen Stellen auf. Darunter auch über polnische Diplomaten Verbindungen zu hohen Warschauer politischen und militärischen Kreisen. Als Kernaufgabe galt es, Zeitschriften und Gelder aus dem Ausland an einzelne Gruppen weiterzuschicken. Daneben galt es auch vor allem beiderseitig Informationen auszutauschen, damit dem Propagandabild des Nationalsozialismus ein reales Bild der Gegebenheiten gegenübergestellt werden konnte. Dazu mussten Aufklärungstätigkeiten durchgeführt werden, wobei selbst nicht in Erscheinung zu treten von größter Bedeutung war. Die Widerstandsgruppe Ottonen versuchte daher möglichst überschaubar zu bleiben, um keine Spitzel in ihre Organisation zu lassen.
Im Oktober erhielt die Gruppe schließlich als konkrete Aufgabe das Ausforschen der Stärke und Lokalisieren der militärischen Einheiten auf österreichischen Gebiet sowie des Mobilisierungsplans. Aus einem Schreiben unter Mitgliedern der Widerstandsgruppe geht hervor, dass man zu diesem Zeitpunkt mit „6 vielleicht noch 10 Monaten“ rechnete, bis „Österreich wieder ihnen gehöre“. Wenige Tage später erfuhr die Gruppe über Kontakte zu militärischen Abwehrstellen, dass ihnen die Gestapo auf der Spur war. und eine Verhaftung kurz bevorstehe. Am selben Tag traf sich Karl Burian in einem Kaffeehaus mit einem anderen Mann, der schon seit längerer Zeit in seinem Dienst stand und ihm angebliche Dokumente von einer Abwehrstelle übergeben wollte. Die Mitteilung über die bevorstehende Verhaftung erreichte Burian nicht rechtzeitig und er wurde bei Verlassen des Kaffeehauses festgenommen. Karl Burian verbrachte die nächsten Jahre in Gefangenschaft und wurde in Folge am 13. Oktober 1944 durch das Fallbeil hingerichtet.
Auch viele weitere Mitglieder der Widerstandsgruppe Ottonen wurden verhaftet und in Gefangenschaft, in Zuchthäusern und Konzentrationslagern gehalten. Die verbleibenden Mitglieder fuhren mit Aktionen fort. Durch die zerschlagene Struktur und fehlende Kontakte aber waren die Aktionen auf aus heutiger Sicht eher kleine Proteste beschränkt. Es wurden Parolen gemalt, Flugblätter verteilt und nationalsozialistische Propaganda beschmiert. Burian gewann dennoch in Gefangenschaft viele weitere Mitglieder für das Corps Ottonen und seine Widerstandsgruppe, auch wenn diese, aufgrund der Großteils bis Kriegsende dauernden Inhaftierung, nicht den erhofften Erfolg gegen den Nationalsozialismus bringen konnte. Einige der Mitglieder wurden zum Kriegsdienst einberufen und nach deren Verweigerung an die Front geschickt.

## Prinzipien und Werte

### Grundlegende Werte
Die Ottonen folgen dem Corpsgedanken entsprechend dem Toleranzprinzip und dem Demokratieprinzip.
Mitglieder sollen den Werten des Corps folgen. Eine bestimmte Religion, politische Haltung oder Staatszugehörigkeit stellt keine Bedingung für eine Mitgliedschaft dar. Entscheidungen werden demokratisch von allen Mitgliedern getroffen. Als Legitimisten bekennen sie sich zu einem geeinten Europa.
Das Corps Ottonen bekennt sich seit seiner Corpserklärung zum schlagenden Prinzip und zur Mensur. Nicht zuletzt wollen die Ottonen damit ein Andenken an die Ottonen der ersten Stunde und ihren Widerstand sowie der Hinrichtung Karl Burians im Nationalsozialismus erhalten.

### Vielfältigkeit
Das Corps der Ottonen wird gemeinsam mit dem Corps Symposion als „liberale Speerspitze“ unter den Korporationen bezeichnet. So waren Juden bei den Ottonen kurz nach der Gründung immer Willkommen. Eine Tatsache, die sich bei den meisten anderen Verbindungen nicht findet, zumal in der Zwischenkriegszeit ein sogenannter „Arier-Paragraph“ Juden und vielen anderen Nationen die Mitgliedschaft in den meisten Verbindungen verwehrte. Die Ottonen hatten und haben Angehöriger verschiedenster Religionen als Mitglieder, unter anderem Katholiken, Juden und Buddhisten. Auch eine Vielfältigkeit der Nationalitäten hebt die Ottonen von Beginn an von anderen Verbindungen ab, so weist etwa Kambis Atefie, welcher maßgeblich für die Neugründung war und den Ottonen viele Jahre vorstand iranische Wurzeln auf.
Eine besondere Verbindung zum Judentum zeichnet sich dadurch aus, dass nicht nur jährlich zur Feier des jüdischen Lichterfest eine Chanukka-Kneipe stattfindet, sondern auch daran, dass die Ottonen (wie einige andere Verbindungen auch) regelmäßig Gast der israelitischen Kultusgemeinde sind. Auch ist der langjährige ehemalige Präsident der Kultusgemeinde, Raimund Fastenbauer, selbst Mitglied der Ottonen.

## Aufzeichnungen

### Dokumentationsarchiv des österreichischen Widerstandes (DÖW)

#### Ausstellungen
Das Corps Ottonen bzw. die Widerstandsgruppe Burian ist im Dokumentationsarchiv des österreichischen Widerstandes dokumentiert.
Lange Zeit waren auch der Säbel Karl Burians und ein in der Haft geschnitzter Chargierter im Couleur der Ottonen ausgestellt.

#### Geschichte des Julius Kretschmer
Über das DÖW ist auch eine Geschichte des 1997 verstorbenen Julius Kretschmer über seine Zeit beim Corps verfügbar.
In dieser erzählt er über die Arbeit im Widerstand, die Aufgaben, die sie hatten, über den Verrat durch einen der Mitarbeiter an die Gestapo bis zu seiner neuerlichen Verhaftung kurz vor Kriegsende.

### Von den Nationalfonds für Opfer des Nationalsozialismus geförderte Literatur
Das über das Corps der Ottonen verfasste Buch Tödliche Romantik – Das legitimistische Corps Ottonen von Christian Prosl ist ein von den Nationalfonds der Republik Österreich für Opfer des Nationalsozialismus gefördertes Projekt.
Es beschäftigt sich mit der Geschichte des Corps von der Gründung bis zur erneuten Coprserklärung der wieder gegründeten Ottonen 2007 mit Schwerpunkt auf die Entwicklung und Arbeit als Widerstandsgruppe.

## Bekannte Mitglieder
- Karl Burian (1896–1944), Offizier und Widerstandskämpfer
- Karl Friediger (1906–1984), Nachrichtendienstler und Widerstandskämpfer
- Karl Alfons von Portele (1912–1993), Pathologe und Widerstandskämpfer
- Othmar Alfred von Slavik (1909–1988), Handelsvertreter und Widerstandskämpfer[21]
- Julius Kretschmer (1908–1997), Journalist und ehemaliger Präsident der Österreichisches Widerstandsbewegung[22]
- Raimund Fastenbauer (* 1950), Manager und ehemaliger Generalsekretär der israelitischen Kultusgemeinde